# Thalassodes gigas
Thalassodes gigas är en fjärilsart som beskrevs av W. Warren 1899. Thalassodes gigas ingår i släktet Thalassodes och familjen mätare. Inga underarter finns listade i Catalogue of Life.